# Mary's Hope
Mary's Hope is een plaats in het district Coronie in Suriname, ontstaan uit een katoenplantage onder dezelfde naam. De plantage was qua bevolkingsgrootte de vierde plantage in de kuststreek van Coronie en vormde een uitvalsbasis voor de rooms-katholieke missie in het district. Het bekendste gebouw in Mary's Hope is de kerk van Maria Onbevlekt Ontvangen.

## Katoenplantage

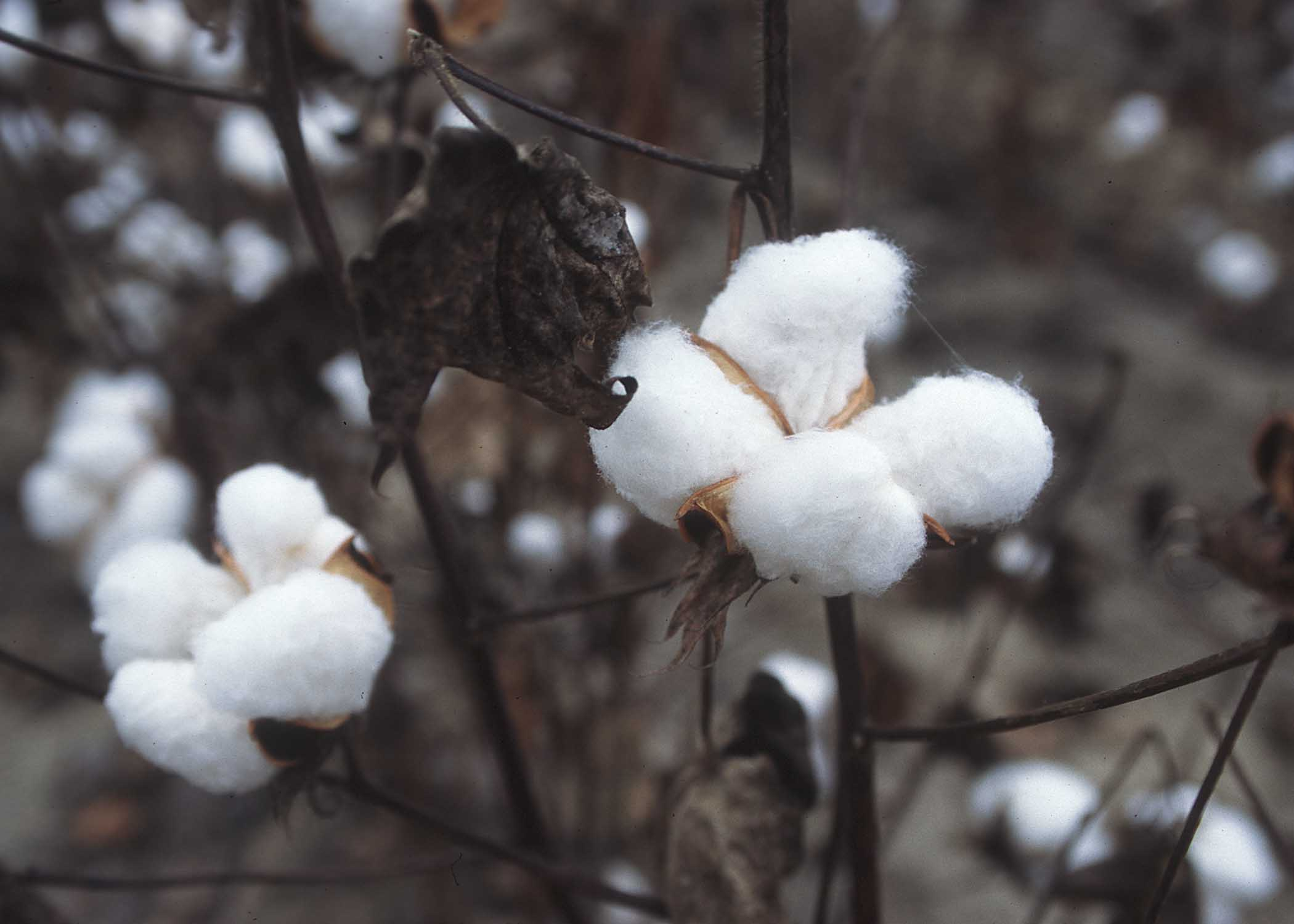
De kuststreek van Coronie telde vele katoenplantages.

Begin 19e eeuw startten Britse planters diverse katoenplantages op de zeer geschikte zeekleigrond van Coronie. Mary's Hope is aangelegd door de Ier Edward Connoly (1774-1820). Waarschijnlijk heeft hij een deel de slavenbevolking meegenomen vanuit een van de Caribische eilanden. Na zijn dood namen zijn erfgenamen het over. 1825 was het topjaar in de katoenproductie. Het verwerkingsproces geschiedde handmatig en niet stoomgedreven (zoals bijvoorbeeld op het nabijgelegen Persévérance). In 1832 bezocht de Nederlandse (protestantse) schrijver Teenstra Mary's Hope, voor zijn boek over De landbouw in de kolonie Suriname. In het jaar van de Emancipatie, 1863, was de Engelsman Thomas Green (1799-1876) eigenaar van Mary's Hope. Hij bezat ook plantage Boxtel. Getuige de vergoeding die hij ontving bestond 'zijn' slavenmacht uit 138 personen.

## Achtereenvolgende eigenaren
Eigenaren van de grond te Mary's Hope zijn geweest:
- 1815: Alexander Cameron (houtconcessie van 1.000 akkers)
- 1817: Edward Conolly (legt de plantage aan; 1.250 akkers in 1837)
- 1863: Thomas Green (woonachtig te Paramaribo)
- 1872: Oldfield (verbouwt ook kokospalmen en cacao)
- 1889: E.van Lierop-Dessé (verbouwt idem)
- 1959: Mozes Feller (nazaat van slaafgemaakte(n) te Mary's Hope)

## Emancipatieregister
Op Mary's Hope zijn in 1863 (afschaffing slavernij) de volgende familienamen geboekstaafd:
Americus, Barron, Boxdell, Carbo, Christiani, Eenheid, Faria, Graaf, Groen, Hallan, Harryson, Heidelberg, Imanuel, Kloek, Konolie, Menes, Nelzon, Orliens, Padding, Paries, Parnes, Plato, Pruis, Reiziger, Ruyt (de), Stam, Stang, Telor, Toledo, Udenhout, Wijk en Wijntuin.

## Rooms-katholieke missie
Het eerste kerkje te Coronie werd in 1842 door pater Schepers gebouwd op plantage Cardross Park. Een tweede in 1869 op Burnside. Maar de ligging was ongunstig om de overige, meer centraal gelegen plantages te kunnen bedienen. In 1874 schonk Oldfield, de nieuwe eigenaar van plantage Mary's Hope — dat zich in een verwaarloosde staat bevond — een stuk van zijn grond aan de RK missie voor de bouw van een kleine, houten kerk met pastorie (=bovenwoning).  Het jaar erop werd de parochie O.L. Vrouw Onbevlekt Ontvangen ingewijd. Cardross park werd opgeheven en Mary's Hope werd 'hoofdstatie' van de missie. Pater Romme, de bouwpastoor, bewoonde de pastorie, soms met een congregatiegenoot. Op Burnside en Welgelegen bevonden zich de 'bijstaties' (hulpkerken), die niet bewoond waren. Om de veertien dagen reisde de pastoor met paard en koetsier naar een van beide plaatsen om de mis voor te dragen.

## Huidig kerkgebouw

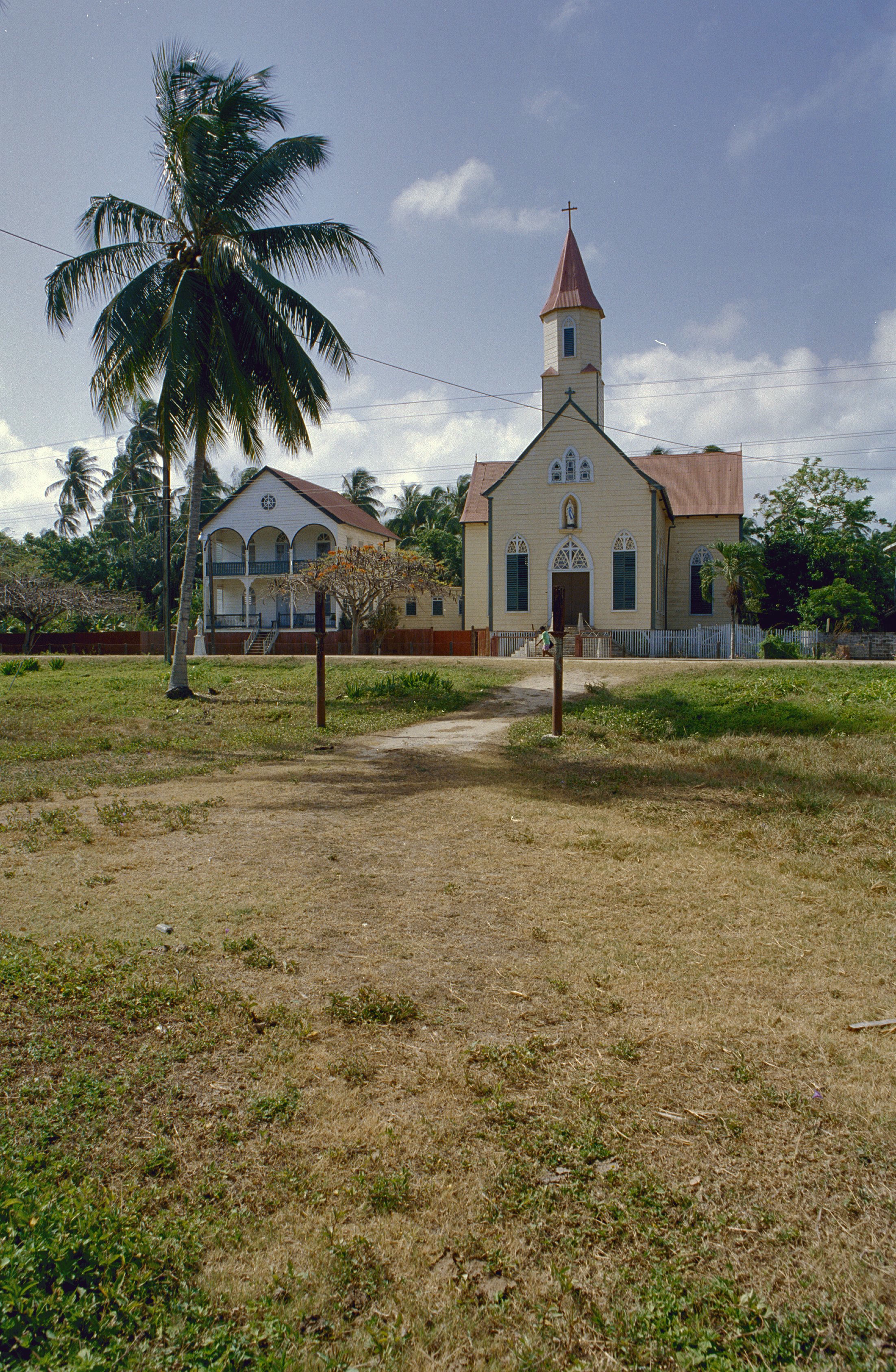
Kerk Maria Onbevlekt Ontvangen (1998)

In 1891 werd begonnen met de bouw van de huidige, veel grotere stenen kerk, naar een ontwerp van frater-architect Frans Harmes C.ssR., die eerder de kathedraal van Paramaribo ontwierp. In de jaren daarna zijn de Theresia- en de Mariaschool gerealiseerd, waar de zusters van Roosendaal zijn gaan lesgeven. De kerk van Maria Onbevlekt Ontvangen en de naastgelegen pastorie te Mary's Hope behoren tot de meest in het oog springende gebouwen van Coronie. De onderhoudsituatie is goed, dit in tegenstelling tot veel andere gebouwen in het district. In 2018 is onder het kerkgebouw een nieuwe toiletunit gerealiseerd voor de kerkgangers. De oudste kerkbel van Suriname, gegoten in 1752, wordt thans bewaard op Mary's Hope. Het bevond zich eerder in het kerkje te Welgelegen, dat niet meer in gebruik is.
A la bonne heure · Anna's Zorg · Akkerboom · Alliance · Alkmaar · Andresa · Auka · Andreesgift · Bantaskine · Barbados · Batavia · Beekenhorst · Belladrum · Bellevue · Belwaarde · Beninenburg · Berg en Dal · Bergen op Zoom · Berlijn (Commewijne) · Berlijn (Para) · Bethlehem · Boksweide · Boston · Botany Bay · Boxel · Bronswijk · Brouwerslust · Bruinendaal · Bucklebury · Buitenrust · Burnside · Cadrosspark · Caledonia · Campenburg · Cannewapibo · Catharina Sophia · Clevia  · Cliffort-Kokshoven · Clyde · Concordia · Concordia en een Kwart Lot · Courcabo · De Dageraad · De Goede Vriendschap · De Resolutie · De Vier Hendrikken · Diamond · Dijkveld · Domburg · Dordrecht · Eendragt · Elisabeth's Hoop · Ellen · L'Espérance (Nickerierivier) · L'Espérance (Surinamerivier) · Esthersrust · Fairfield · Fortuin · Flora · Florentia · Frederiksburg · Frederiksdorp · Frederikslust · Geertruidenberg · Geyersvlijt · Glensander · Gloria · Groot Chatillon · Groot Marseille · Guadeloupe · Hague · Hamburg · Hamilton · Hamptoncourt · Hannover · Hazard · Hebron · Hecht en Sterk · Hooyland · Hope · Houttuin · Huntly · Huwelijkszorg · Inverness · Jagtlust · Jodensavanne · Johan & Margaretha · Johanna Catharina · Johanna Maria · Johannesburg · John · Katwijk · Kent · Kerkshoven · Killenstein · Klein Bellevue · Kleinhoop · Krappahoek · Kroonenburg · Kwatta · La Jalousie · La Prosperité · La Rencontre · La Ressource (Saramacca) · La Ressource (Surinamerivier) · La Singularité · Laarwijk · Leasowes · Leliëndaal · Leonsberg · Livorno · Longmay · Lunenburg · Lust en Rust · Lustrijk · Maasstroom · Margarethenburg · Maria Petronella · Mariënbosch · Mariënburg · Margaretha's Gift · Mary's Hope · Meerzorg · Merveille · Moed en Kommer · Mon Bijou · Mon Souci · Mon Trésor · Monnikendam · Mopentibo · Morgenster · Moy · Nieuw Mocha · Nieuwzorg · Nieuwe Aanleg · De Nieuwe Grond · Nijd en Spijt · Novar · Nursery · Nut en Schadelijk · Onoribo · Onverwacht · Oranibo · Ornamibo · Overbrug · Overtoom 
· Oxford · Palestina · Paradise · Persévérance · Petersburg · Picardië · Peperpot · Pieterszorg · Plaisance · Poelwijk · Potosie · Purmerend · Reijnsdorp · Reijnsfort · Rijnberk · Roosenburg · Rorac · Rust en Werk · Rustenburg · Saltzhalen · Sans Souci · Saphir · Sarah · Sardam · Schaapstede · Schoonoord · Sinabo en Gelre · Sint Barbara · Sint Eustatius · Slootwijk · Sorgvliet · Spieringshoek · Standvastigheid · Suidwijn · Suzanna's Daal · Toevlugt (Surinamerivier) · Tout Lui Faut · Toledo · Totness · Tyronne · 't Vertrouwen · Victoria · Vierkinderen · Visserszorg · Voorburg · Voorzorg (Saramacca) · Vossenburg · Vredenburg · Vriendsbeleid en Ouderzorg · Vreeland · Waltonhall · Waldijk · Waterloo · Wederzorg · Welbedacht · Welgelegen (Commewijne) · Welgelegen (Coronie) · Welgevallen · Weltevreden · Wolffs Capoerica · Wolfenbüttel · 't Ylant · Zoelen · Zorg en Hoop (hout) · Zorg en Hoop (indigo) · Zorg en Hoop (katoen) · Zorg en Hoop (suiker)